# Маріано Дельфіно
Маріано Дельфіно (ісп. Mariano Delfino; нар. 30 вересня 1977) — колишній аргентинський тенісист.
Найвищу одиночну позицію світового рейтингу — 154 місце досяг 19 травня 2003, парну — 123 місце — 23 лютого 2004 року.

## Титули на челленджерах

### Одиночний розряд: (3)
| Ранг | Рік  | Турнір                   | Покриття | Суперник       | Рахунок            |
| ---- | ---- | ------------------------ | -------- | -------------- | ------------------ |
| 1.   | 2002 | Будапешт, Угорщина       | Ґрунт    | Кіно Муньйос   | 6–3, 6–7(5–7), 6–1 |
| 2.   | 2002 | Трані, Італія            | Ґрунт    | Їржі Ванек     | 6–4, 7–6(8–6)      |
| 3.   | 2004 | Сан-Луїс-Потосі, Мексика | Ґрунт    | Серхіо Ройтман | 6–4, 6–4           |

### Парний розряд: (6)
| Ранг | Рік  | Турнір             | Покриття | Партнер               | Суперники                               | Рахунок                 |
| ---- | ---- | ------------------ | -------- | --------------------- | --------------------------------------- | ----------------------- |
| 1.   | 2002 | Трані, Італія      | Ґрунт    | Роберто Альварес      | Франсіско Кабельйо Франсіску Коста      | 4–6, 6–4, 6–2           |
| 2.   | 2002 | Бриндізі, Італія   | Ґрунт    | Серхіо Ройтман        | Марк Лопес Таррес Сальвадор Наварро     | 7–6(7–4), 6–7(3–7), 6–4 |
| 3.   | 2003 | Вайден, Німеччина  | Ґрунт    | Патрісіо Руді         | Дієго дель Ріо Томас Тенконі            | 6–2, 4–6, 7–6(8–6)      |
| 4.   | 2003 | Трані, Італія      | Ґрунт    | Матіас О'Ніль         | Леонардо Аццаро Гергей Кішдєрдь         | 6–3, 6–3                |
| 5.   | 2003 | Барселона, Іспанія | Ґрунт    | Хуан Ігнасіо Карраско | Енцо Артоні Серхіо Ройтман              | 7–5, 6–3                |
| 6.   | 2004 | Будапешт, Угорщина | Ґрунт    | Хуан Пабло Бжезіцькі  | Ігнасіо Гонсалес Кінґ Хуан Пабло Гусман | 2–6, 6–3, 6–2           |